# Oval (metropolitana di Londra)
La stazione di Oval è una stazione della linea Northern della metropolitana di Londra.

## Storia

### La stazione della C&SRL
La stazione di Oval è stata aperta al servizio come Kennington Oval il 18 dicembre 1890 dalla City & South London Railway (C&SLR) nel tratto tra Stockwell e King William Street, la prima linea metropolitana a impiegare la trazione elettrica a Londra.
La stazione di Oval era stata progettata da Thomas Phillips Figgis con elementi in stile Arts and Crafts e neoclassico. L'edificio originale era in mattoni rossi, caratterizzato da una cupola con copertura in piombo, dotata di una lanterna con banderuola, che conteneva parte dei meccanismi dell'ascensore.

### Modifiche successive
L'edificio è stato profondamente ristrutturato nei primi anni venti. Tra il 29 novembre 1923 e il 1 dicembre 1924 la stazione è rimasta chiusa per lavori di ricostruzione in seguito a un incidente ferroviario.
Tra il 2007 e il 2008 l'edificio è stato ristrutturato aggiungendo una vetrata a baldacchino e rinnovando tutta la piastrellatura interna che rappresenta scene di giocatori di cricket per richiamare il campo vicino.
Nel 2004 il personale della stazione ha cominciato a usare una lavagnetta su cui veniva scritto a mano il "pensiero del giorno" preso dal Daodejing a beneficio dei passeggeri. L'idea si è poi estesa ad altre stazione della metropolitana londinese come North Greenwich, nella quale si scrivono frasi legate agli eventi ospitati nella vicina O2 Arena.

### L'attentato del 21 luglio 2005
La stazione di Oval è uno dei siti delle esplosioni collegate all'attentato di Londra del 21 luglio 2005, insieme a Shepherd's Bush Market e Warren Street e al bus della linea 26 a Bethnal Green.

## Interscambi
Nelle vicinanze della stazione effettuano fermata numerose linee urbane automobilistiche, gestite da London Buses.
- Fermata autobus

## Galleria d'immagini

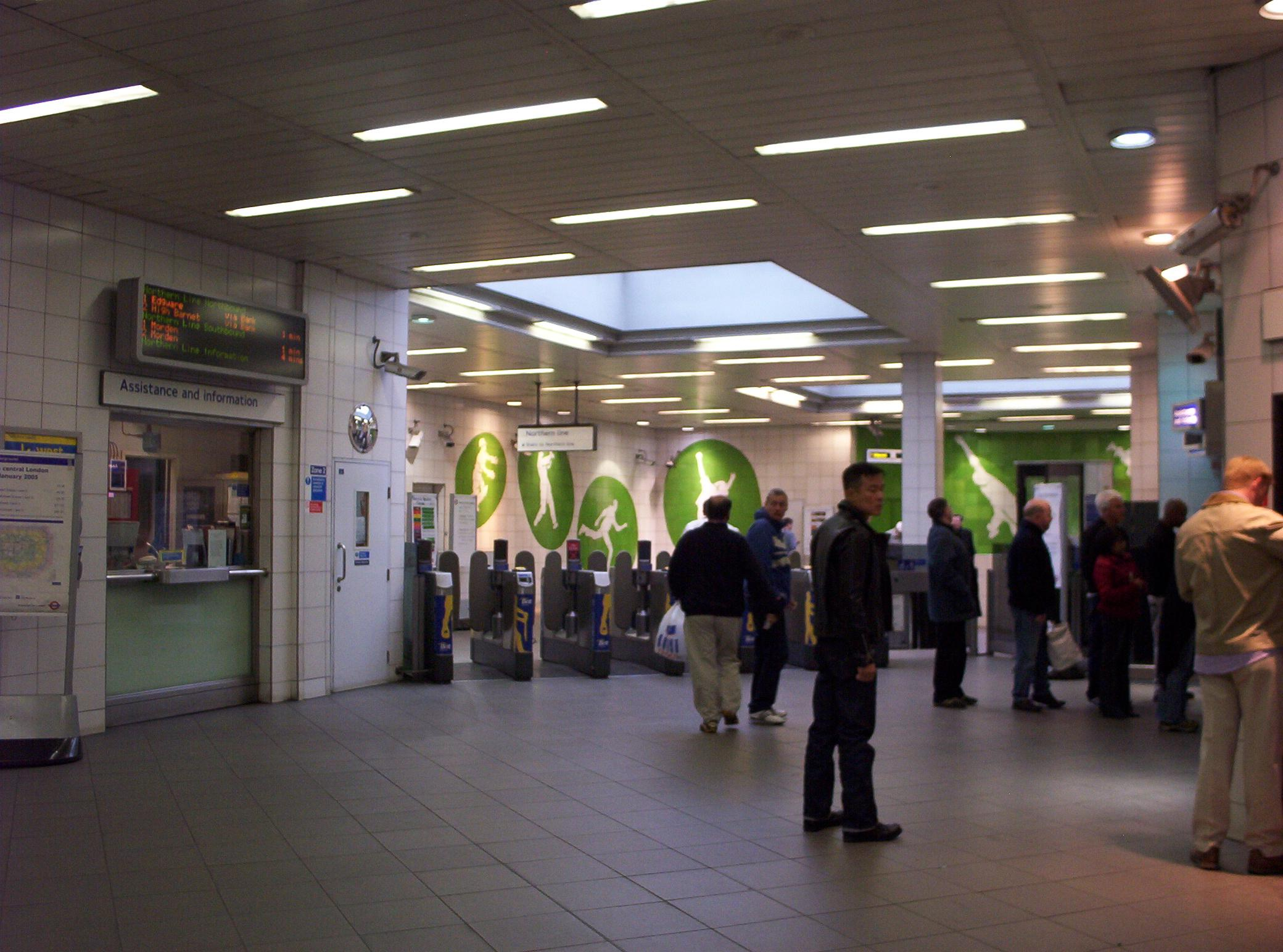
Mezzanino
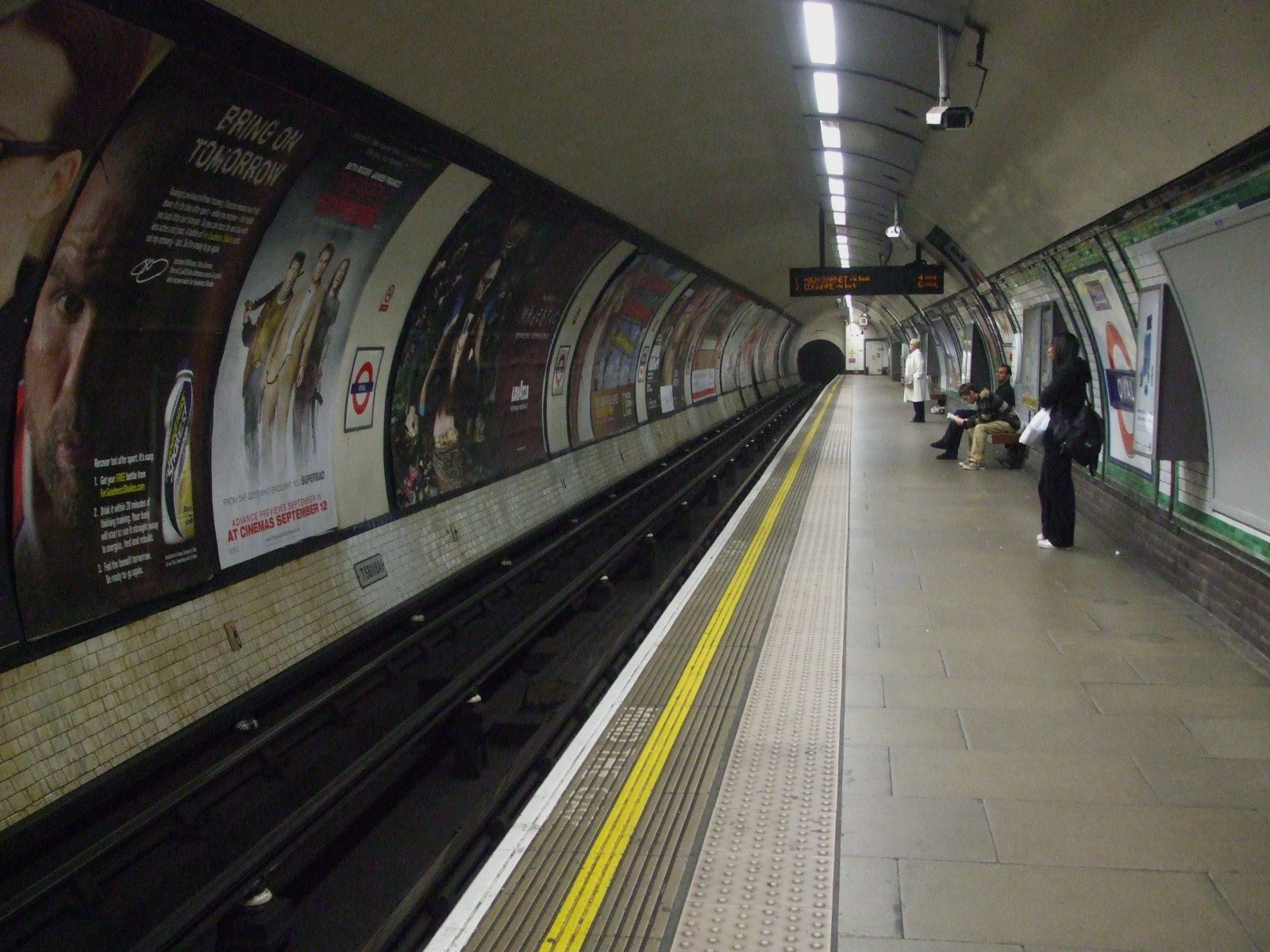
Il binario nord
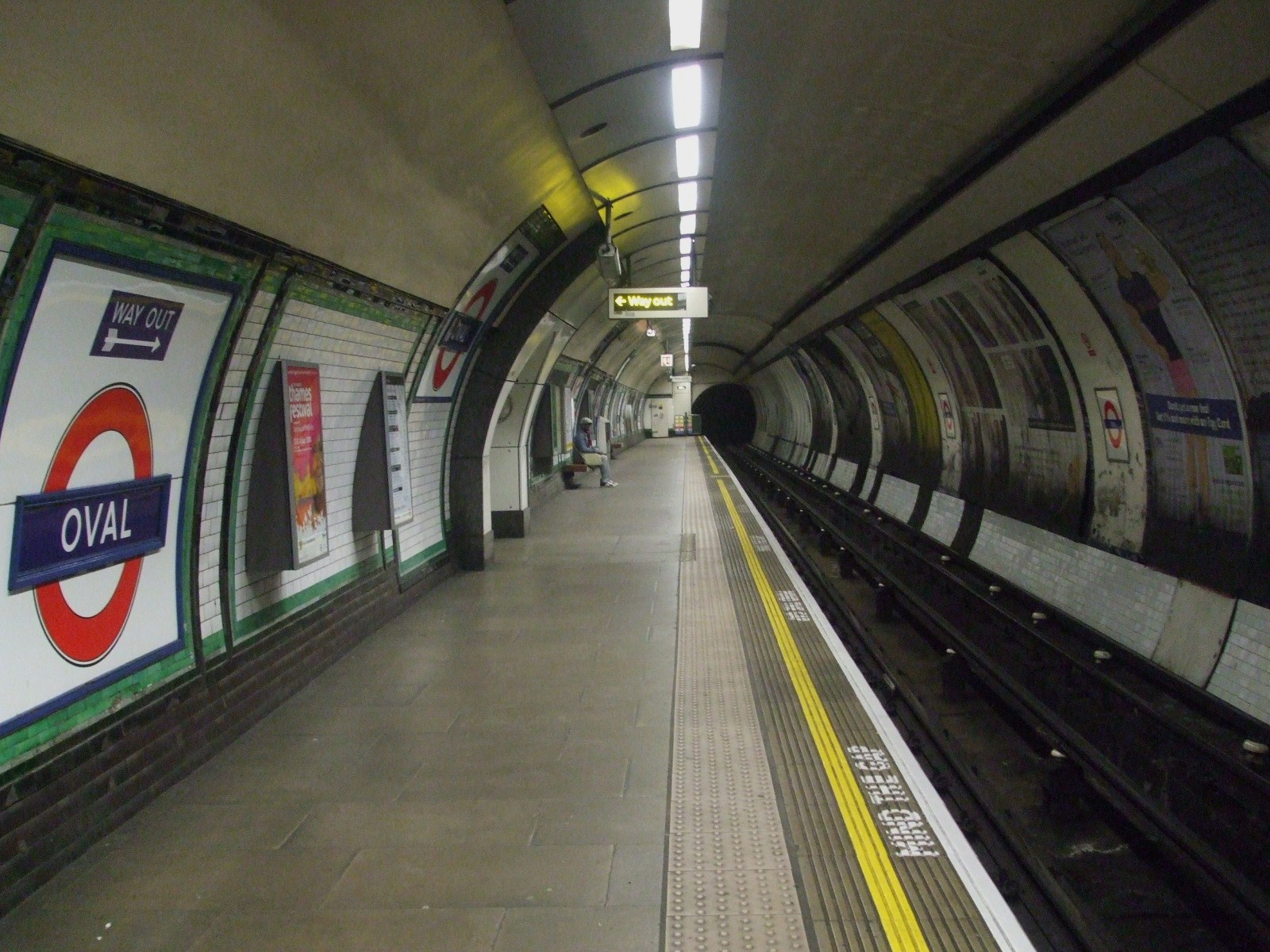
Il binario sud
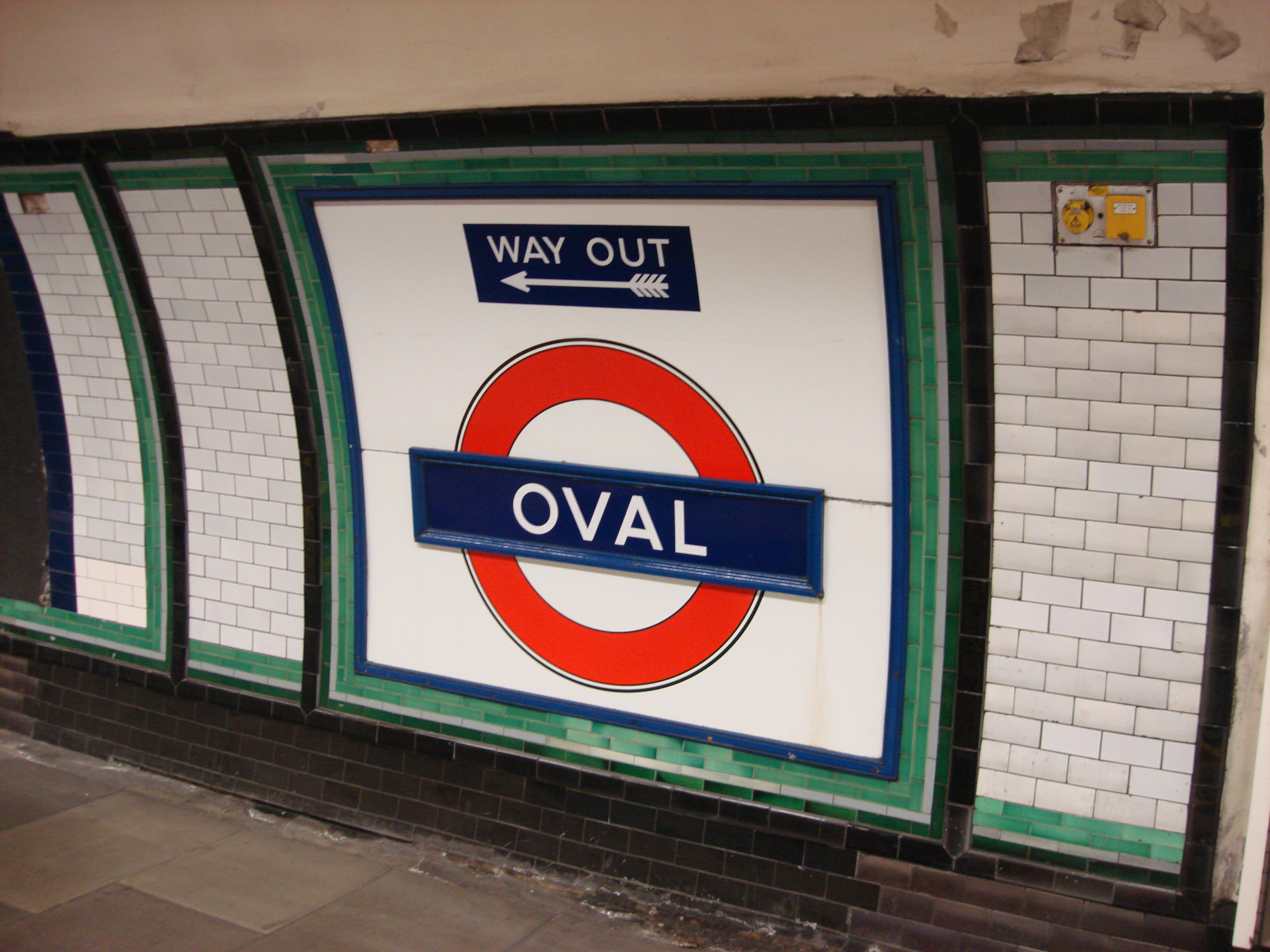
Il nome della stazione sul logo della metropolitana di Londra